# Parqués
Parqués is een Colombiaans bordspel, erg gelijkend op het bordspel Parcheesi dat op zijn beurt een afgeleide is van het eeuwenoude Indiaas bordspel Pachisi. Op dit Indiaas bordspel is ook het bordspel mens-erger-je-niet gebaseerd. Het bordspel werd in Colombia geïntroduceerd door koelies die door de Britten naar het land gebracht werden om te werken op de suikerriet- en andere plantages.
Parqués wordt in Latijns-Amerika in geen enkel ander land dan Colombia gespeeld en is een mix van het Indische spel en Colombiaanse culturele invloeden. Het spel is heel populair in het land en er bestaan lokale varianten. In alle delen van het land wordt het spel gespeeld zowel door volwassenen als door kinderen. Volwassenen spelen regelmatig voor geld om het spel interessanter te maken. Er bestaan borden voor vier, zes of acht spelers die afbeeldingen van voetbalteams, zangers, acteurs of andere culturele persoonlijkheden kunnen bevatten. De meeste speelborden worden door fans van het spel op karton handgemaakt, ingekaderd en met glas bedekt om de dobbelstenen beter te laten rollen.
Het spel wordt omschreven als een strategiespel: de bewegingen zijn afhankelijk van het rollen van de dobbelstenen maar spelers moeten onderweg kiezen uit mogelijke strategieën voordat ze hun beweging uitvoeren. Het doel van het spel is om alle stukken op het einde thuis te brengen.

## Toebehoren en spelregels
Het spel omvat een speelbord voor 4, 6 of 8 spelers, twee dobbelstenen en vier gekleurde pionnen per speler. De kleuren van de pionnen komen overeen met de kleuren op het speelbord van de betreffende spelers. De meest voorkomende kleuren zijn geel, blauw, groen en rood.
De pionnen worden aan het begin van het spel in het gevangenisvak gezet en de spelers gooien om beurten tot maximaal driemaal met de dobbelstenen in de poging om twee gelijke stenen te gooien waarna men een van de pionnen kan bevrijden en op het startvak (Salida) plaatsen. Wanneer een speler minstens één pion in het veld heeft staan mag hij in zijn beurt telkens maar eenmaal met de dobbelstenen gooien. Hij heeft daarna de keuze om een of twee stukken te verplaatsen. Bijvoorbeeld: een speler gooit 5 en 3, dan kan hij kiezen om een pion 8 plaatsen te verzetten of twee pionnen respectievelijk 3 en 5 plaatsen.
De pionnen kunnen enkel naar voor verplaatst worden en de bedoeling van het spel is om als eerste alle pionnen uit de gevangenis naar hun eindvak Llegada (aankomst) te brengen. 

## Beurten
Elke speler gooit om de beurt eenmaal met de dobbelstenen met volgende uitzonderingen:
- De speler die al zijn pionnen in de gevangenis heeft, mag driemaal gooien in de poging gelijke dobbelstenen te gooien.
- Wanneer de speler in zijn beurt twee gelijke dobbelstenen gooit, mag hij daarna nogmaals gooien.
- Wanneer een speler driemaal op rij gelijke dobbelstenen gooit, mag hij een pion naar keuze in zijn eindvak plaatsen.

## Pionnen vangen
Een speler kan een pion van de tegenstander "vangen" door met zijn pion op hetzelfde vak te gaan staan. De pion van de tegenstander moet terug naar zijn gevangenis. Een pion kan niet gevangen worden als het op een vak Salida of Seguro (beveiligd) staat, behalve als een pion op het Salida-veld van een tegenstander staat en die een pion uit de gevangenis bevrijdt.

## Speciale velden
- Salida (start of exit): vak waar de pionnen worden geplaatst nadat ze uit de gevangenis bevrijd zijn.
- Seguro (beveiligd): de stukken op dit vak kunnen niet gevangen worden.
- Llegada (aankomst): een speler moet zijn pion op het laatste van deze negen gekleurde vakken brengen. Als een pion het negende vak bereikt is deze thuisgekomen en mag hij uit het spel genomen worden. De eerste speler die alle vier zijn pionnen uit het spel heeft, is gewonnen.